# برانكو فوتشيكا
برانكو فوتشيكا (بالكرواتية: Branko Hucika)‏ (مواليد 10 يوليو 1977)، هو لاعب كرة قدم سابق كان يلعب كلاعب وسط.

## وصلات خارجية
- برانكو فوتشيكا على موقع رابطة كرة القدم اليابانية للمحترفين (اليابانية)
- برانكو فوتشيكا على موقع دوري كوريا الجنوبية (الإنجليزية)
- برانكو فوتشيكا على موقع قاعدة بيانات كرة القدم.إي يو (الإنجليزية)
- برانكو فوتشيكا على موقع عالم كرة القدم.نت (الإنجليزية)